# Paravilla albicera
Paravilla albicera är en tvåvingeart som beskrevs av Hall 1981. Paravilla albicera ingår i släktet Paravilla och familjen svävflugor. Inga underarter finns listade i Catalogue of Life.